# 碳酸镥
碳酸镥是一种无机化合物，化学式为Lu2(CO3)3。

## 化学性质
碳酸镥可溶于酸，放出二氧化碳：
Lu2(CO3)3 + 6 H+ → 2 Lu3+ + 3 H2O + 3 CO2↑
碳酸镥在高温下分解，生成氧化镥：
Lu2(CO3)3 → Lu2O3 + 3 CO2↑